# Aulo Sempronio Atratino (tribuno consular 425 a. C.)
Aulo Sempronio Atratino  fue un político y militar romano del siglo V a. C. que perteneció a la gens Sempronia.

## Familia
Atratino fue miembro de los Sempronios Atratinos, una rama patricia de la gens Sempronia. Fue hijo del censor Lucio Sempronio Atratino y padre del magister equitum Aulo Sempronio Atratino.

## Carrera pública
Ocupó el tribunado consular en tres ocasiones en el último cuarto del siglo V a. C. Durante su primer desempeño del cargo, en el año 425 a. C., se concedió sendas treguas a veyentes y ecuos. En el segundo, ocupado en el año 420 a. C., se encargó de presidir las elecciones cuestorias. Se opuso, entonces, a la elección de dos candidatos plebeyos y, en represalia, su primo Cayo Sempronio Atratino fue llevado a juicio por los tribunos de la plebe acusado de conducta vergonzosa en la guerra contra los volscos. El tercero lo obtuvo en el año 416 a. C.
Según Diodoro Sículo, fue uno de los dos cónsules del año 428 a. C.